# 佩尔萨克
佩尔萨克（法語：Persac，法語發音：[pɛʁsak]）是法国新阿基坦大区维埃纳省的一个市镇，位于该省东南部，属于蒙莫里永区。

## 地理
佩尔萨克（46°20'38"N, 0°42'20"E）面积59.41 平方千米，位于法国新阿基坦大区维埃纳省，该省份为法国中西部省份，北起曼恩-卢瓦尔省和安德尔-卢瓦尔省，西接德塞夫勒省，南至夏朗德省，东南接上维埃纳省，东临安德尔省。
与佩尔萨克接壤的市镇（或旧市镇、城区）包括：阿德里耶、古埃克斯、吕萨克堡、穆利姆、穆萨克、内里尼亚克、科村、索尔热、锡拉尔。

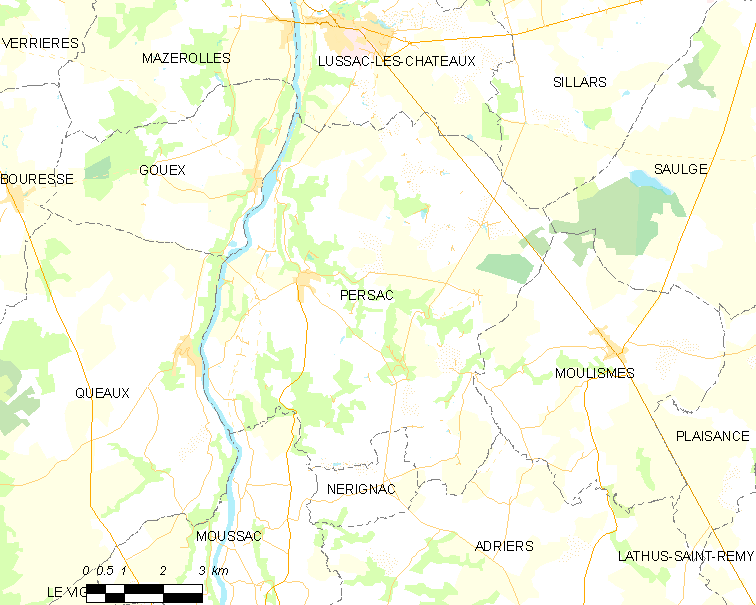
佩尔萨克的OSM定位图

佩尔萨克的时区为UTC+01:00、UTC+02:00（夏令时）。

## 行政
佩尔萨克的邮政编码为86320，INSEE市镇编码为86190。

## 政治
佩尔萨克所属的省级选区为吕萨克堡县。

## 人口

1962-2008年间佩尔萨克人口变化图示

佩尔萨克于2022年1月1日时的人口数量为718人。